# 壞習慣 (史蒂夫·雷希歌曲)
〈壞習慣〉是美國音樂家史蒂夫·雷希的歌曲，作為其第二張錄音室專輯的第二支單曲於于2022年6月29日發行。這是他首支美國Billboard Hot 100冠軍單曲。